# Saga de Víga-Glúms
La Saga de Víga-Glúms (del nórdico antiguo: Saga de Glúmur el asesino) es una de las sagas de los islandeses. Trata sobre la vida de Glúmur Eyjólfsson desde su nacimiento hasta la muerte. Es un hombre que le cuesta madurar y sufre el hostigamiento de los familiares, antes de partir hacia Noruega donde obtendría renombre. Cuando regresa a Eyjafjörður, consigue una posición y autoridad, rango que pretende conservar y mantener la paz, pero mata a varias personas y trata de ocultar su culpa. El Althing descubre que hizo un juramento ambiguo y es exiliado a Öxnadalur, donde vive hasta una edad avanzada y ciego. Glúmur muere tres años después de la cristianización de Islandia en el año 1000. Se cree que fue escrita a principios del siglo XIII, o, máxime, antes de mediados de ese siglo. 

## Traducciones
- Víga-Glúms saga. Saga de Glum el Asesino. Madrileña de Juegos Creativos y Literarios-Nora GCL, 2013. Madrid. Traducción de María de los Ángeles Morales Soto. ISBN 978-84-940898-1-7. 1ª traducción en castellano.
- Killer-Glum's Saga. Translated by John McKinnell. En: Viðar Hreinsson (General Editor): The Complete Sagas of Icelanders including 49 Tales. Volume II, pp. 267-314. Reykjavík: Leifur Eiríksson Publishing, 1997. ISBN 9979-9293-2-4.
- Eyfirðinga Sögur, Íslenzk fornrit IX, ISBN 9979-893-09-5 (sec. Víga-Glúms saga)